# Parafia św. Stanisława Biskupa i Męczennika w Mławie
Parafia św. Stanisława Biskupa i Męczennika w Mławie – parafia rzymskokatolicka należąca do dekanatu mławskiego wschodniego, diecezji płockiej, metropolii warszawskiej. Poprzednio należała do dekanatu mławskiego, diecezji płockiej, metropolii warszawskiej. 
Została erygowana prawdopodobnie pod koniec XIV wieku. 

## Kościół parafialny
Kościół św. Trójcy w Mławie został zbudowany w 1477 w stylu gotyckim, przebudowany w latach 1882–1886. 

## Zasięg parafii
W granicach parafii znajduje się centrum Mławy.